# Abz Love

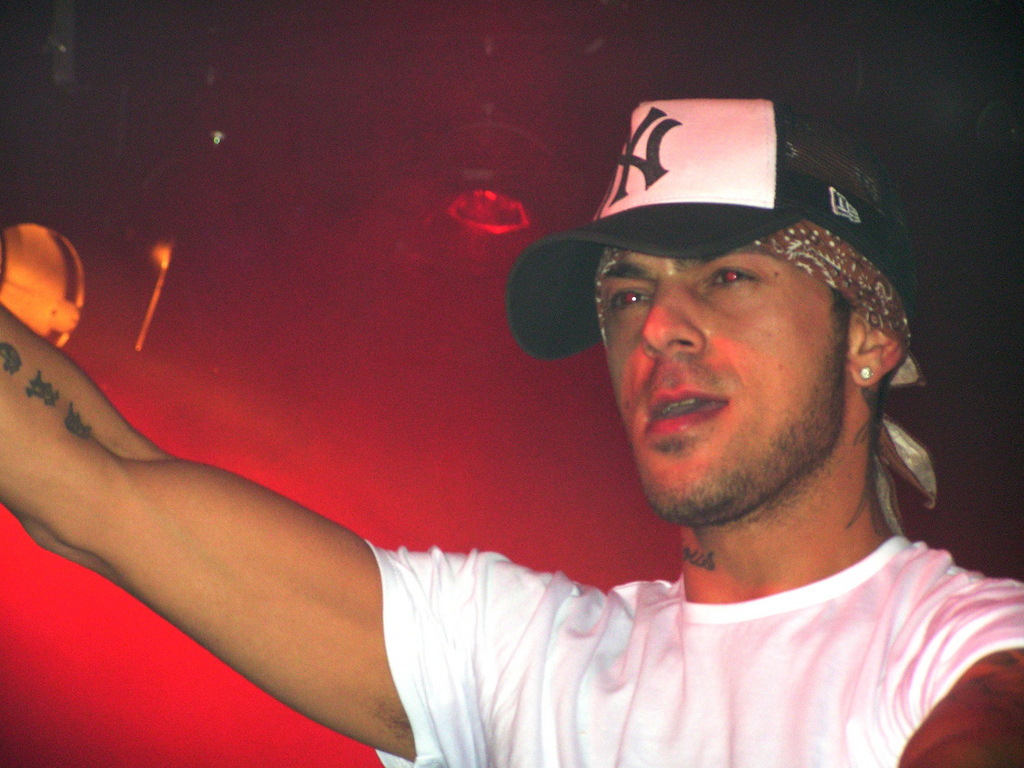
Richard Breen

Abz Love, Abs, właśc. Richard Breen (ur. 29 czerwca 1979) – angielski piosenkarz i DJ. W latach 1997–2001 był członkiem londyńskiego boysbandu o nazwie 5ive. W roku 2008 przyjął pseudonim Abz Love.

## Dyskografia

### Albumy studyjne
| Abstract Theory                                                                 | - Released: 1 September 2003 - Label: Sony BMG - Format: CD, digital download | 29 |
| "—" denotes releases that did not chart or were not released in that territory. |                                                                               |    |

### Single
| "What You Got"                                                                  | 2002 | 4  | 33 | 35 | 13 | 37 | 7  | 40 | 1 | Abstract Theory |
| "Shame"                                                                         | 2002 | –  | 64 | –  | –  | –  | 35 | –  | – | Abstract Theory |
| "Stop Sign"                                                                     | 2003 | 10 | 56 | –  | –  | –  | –  | –  | 2 | Abstract Theory |
| "Miss Perfect" (featuring Nodesha)                                              | 2003 | 5  | –  | –  | 21 | –  | –  | –  | 2 | Abstract Theory |
| "7 Ways" (featuring Eve Bicker)                                                 | 2003 | –  | –  | –  | –  | –  | –  | –  | 3 | Abstract Theory |
| "—" denotes releases that did not chart or were not released in that territory. |      |    |    |    |    |    |    |    |   |                 |